# Julie Depardieu
Julie Marion Depardieu (Parijs, 18 juni 1973) is een Franse actrice.

Zij is de dochter van Gérard Depardieu en actrice Élisabeth Guignot. Ze had nog een broer, Guillaume Depardieu, die ook acteerde maar in 2008 overleed. Daarnaast heeft ze nog een halfzus, Roxane Silla, en een halfbroer, Jean. Ze heeft een relatie met zanger Philippe Katerine.

## Prijzen en nominaties

### Prijzen
- 2004: César voor beste actrice in een bijrol en  César voor beste jong vrouwelijk talent voor het drama La petite Lili.[2]
- 2008: César voor beste actrice in een bijrol voor het drama Un secret

### Nominaties
- 2005: César voor beste actrice in een bijrol voor de komedie Podium

## Films
| Jaar | Titel                                                         | Rol                    |
| ---- | ------------------------------------------------------------- | ---------------------- |
| 1997 | Les Liens du cœur                                             | Sarah                  |
| 1998 | L'Examen de minuit                                            | Séréna                 |
| 1998 | Le Comte de Monte Cristo                                      | Valentine de Villefort |
| 1999 | HLA identique                                                 |                        |
| 1999 | Peut-être                                                     | Nathalie               |
| 1999 | Love Me                                                       | Barbara                |
| 1999 | 30 ans                                                        | Ariane                 |
| 1999 | In extremis                                                   | Anne                   |
| 2000 | Grand oral                                                    | Sylvie                 |
| 2000 | Les Destinées sentimentales                                   | Marcelle               |
| 2000 | Les Marchands de sable                                        | Catherine              |
| 2001 | Dieu est grand, je suis toute petite                          | Valérie                |
| 2001 | Veloma                                                        | Lucie                  |
| 2001 | Bad Karma                                                     | Crystal                |
| 2001 | Eros thérapie                                                 | Agathe                 |
| 2003 | Le Lion volatile                                              | Clarisse               |
| 2003 | Spartacus                                                     | Demonstrator           |
| 2003 | Bolondok éneke                                                | Veronique/Marie        |
| 2003 | La Petite Lili                                                | Jeanne-Marie           |
| 2003 | Bienvenue au gîte                                             | Nina Strong            |
| 2004 | Podium                                                        | Véro                   |
| 2004 | Je suis votre homme                                           | Agathe                 |
| 2004 | Le Passager                                                   | Jeanne                 |
| 2004 | Un long dimanche de fiançailles                               | Véronique Passavant    |
| 2005 | Un fil à la patte                                             | Amélie                 |
| 2005 | L'Œil de l'autre                                              | Alice                  |
| 2005 | Qui maime me suive                                            |                        |
| 2005 | Toi et moi                                                    | Ariane                 |
| 2005 | Sauf le respect que je vous dois                              | Flora                  |
| 2005 | Les Rois Maudits                                              | "Jeanne"               |
| 2006 | Essaye-moi                                                    | Jacqueline             |
| 2006 | La Faute à Fidel                                              | Marie de la Mesa       |
| 2006 | Moon on the snow                                              |                        |
| 2006 | Les Jours fragiles                                            |                        |
| 2006 | Qui maime me suive                                            | Praline                |
| 2006 | Poltergay                                                     | Emma                   |
| 2007 | Rush Hour 3                                                   | Georges Wife           |
| 2007 | Cow-Boy                                                       | Christelle Piron       |
| 2007 | Un secret                                                     | Louise                 |
| 2007 | Les témoins                                                   | Julie                  |
| 2008 | Versailles rive droite                                        |                        |
| 2008 | Le bal des actrices                                           |                        |
| 2008 | Les Femmes de lombre                                          | Jeanne Faussier        |
| 2008 | Elles et moi (TV)                                             | Alice Brunetti         |
| 2009 | La femme invisible                                            | Lili                   |
| 2009 | Au siècle de Maupassant: Contes et nouvelles du XIXème siècle | Adèle                  |
| 2010 | Pièce Montée                                                  | Marie                  |
| 2010 | Le mariage à trois                                            | Harriet                |
| 2010 | Je suis un no man's land                                      | Sylvie                 |
| 2010 | Libre Echange                                                 | Jocelyne Delvaus       |
| 2010 | Bouquet Final                                                 | Claire                 |
| 2011 | L'art d'aimer                                                 |                        |
| 2011 | Possessions                                                   |                        |
| 2014 | Les Yeux jaunes des crocodiles                                | Joséphine              |